# Captura y suelta
Se entiende por captura y suelta (del inglés catch and release) o "pesca sin muerte", en el ámbito de la pesca deportiva, a la captura y posterior liberación, en óptimas condiciones para su supervivencia, de los peces, crustáceos o anfibios capturados. 
Se halla especialmente ligada a ciertas técnicas de pesca deportiva vinculadas, por su filosofía, a la conservación de la biodiversidad de las masas de agua, como por ejemplo: el carpfishing, la pesca al coup, la pesca del black-bass, pesca de ciprínidos a la boloñesa o con mosca artificial. Su origen parece tener lugar en los años 20 y 30 del siglo XX, en Estados Unidos y en Reino Unido, donde se acotaron zonas específicamente para la pesca sin muerte.
En otros casos, la captura y suelta no se realiza por motivos ecologistas o éticos, sino más relacionados con la legislación local, que no permite la pesca con muerte; ello es origen de debate entre pescadores que practican técnicas aptas para la pesca sin muerte y aquellos que no. Otras veces, los propios pescadores deciden practicar la captura y suelta para mantener estable la población ictícola, así como aumentar el tamaño medio de las capturas, para dar a fin de poder seguir practicando su afición en el futuro.
También se da la situación inversa: en ocasiones es obligatorio sacrificar todos los ejemplares capturados de ciertas especies por considerarse invasoras de los ecosistemas acuáticos en determinadas zonas (por ejemplo, el lucio o el percasol en Castilla y León).

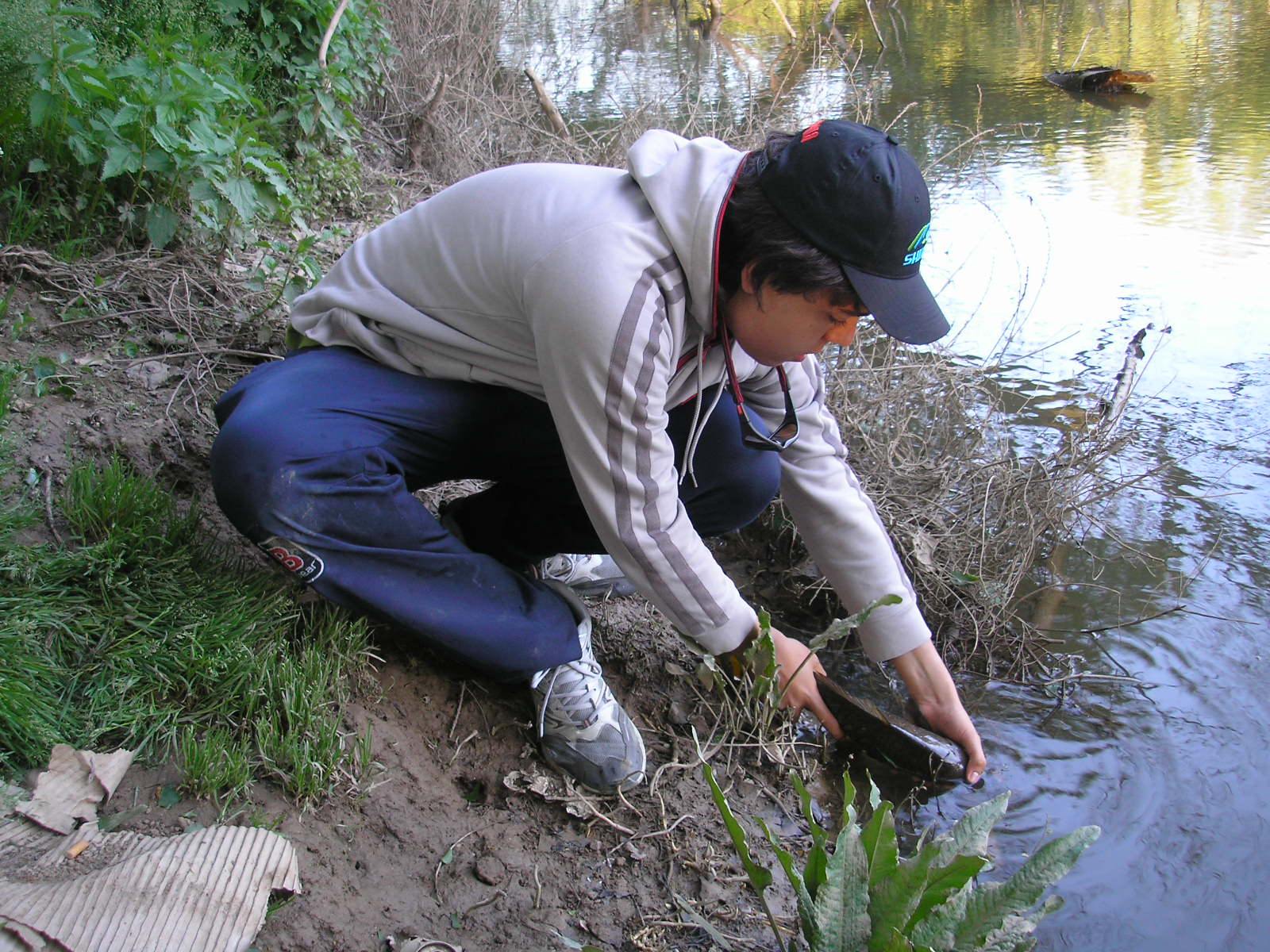
Captura y suelta de un ejemplar de carpa común en el río Pisuerga

En ciertas técnicas, como el carpfishing, la filosofía del captura y suelta no se limita literalmente a capturar y liberar al pez, sino que incluyen prácticas específicas para preservar su vida en óptimas condiciones. Por ejemplo, colocar las carpas vivas sobre una moqueta especial húmeda y acolchada, proteger sus ojos de la luz directa, mantener peces vivos en rejones o redes, desinfectar las heridas provocadas por el anzuelo o durante la pelea o reducir al mínimo el tiempo que permanecen fuera del agua.
En el caso de la pesca con mosca artificial (especialmente con sedal pesado o "cola de rata"), incluye el uso de pequeños anzuelos sin arponcillo o muerte, que facilita el desanzuelado rápido, incluso sin sacar los peces del agua.